# Resolutie 1486 Veiligheidsraad Verenigde Naties
Resolutie 1486 van de Veiligheidsraad van de Verenigde Naties werd op 11 juni 2003 unaniem aangenomen door de VN-Veiligheidsraad.

## Achtergrond
Nadat in 1964 geweld was uitgebroken tussen de Griekse en Turkse bevolkingsgroep op Cyprus, stationeerden de VN de UNFICYP-vredesmacht op dat eiland. Het mandaat van UNFICYP wordt sindsdien om het half jaar verlengd. In 1974 bezette Turkije het noorden van Cyprus na een Griekse poging tot een staatsgreep. In 1983 werd dat noordelijke deel met Turkse steun van Cyprus afgescheurd. Midden 1990 begon het toetredingsproces van (Grieks-)Cyprus tot de Europese Unie maar de EU erkent de Turkse Republiek Noord-Cyprus niet.

## Inhoud
De Veiligheidsraad:
- Verwelkomt het rapport van de secretaris-generaal en vooral de oproep aan de partijen om dringend iets te doen aan de kwestie van de vermiste personen.
- Merkt op dat Cyprus instemde met een verlenging van UNFICYP na 15 juni.
- Verwelkomt inspanningen van de VN om vredeshandhavers te sensibiliseren voor aids en andere ziekten.

1. Bevestigt alle relevante resoluties en vooral resolutie 1251.
2. Besluit het mandaat van UNFICYP te verlengen tot 15 december 2003.
3. Staat achter de uitbreiding van UNFICYP's politiecomponent met maximaal 34 agenten voor de gestegen werklast door de vergrote bewegingsvrijheid van de macht.
4. Merkt de beperkte stappen van de Turks-Cyprioten om de beperkingen die UNFICYP werden opgelegd te verminderen.
5. Is bezorgd om schendingen door het Turkse leger in Strovilia en dringt aan op het herstel van het militaire status quo.
6. Vraagt de secretaris-generaal om tegen 1 december 2003 te rapporteren.
7. Besluit om actief op de hoogte te blijven.

## Verwante resoluties
- Resolutie 1442 Veiligheidsraad Verenigde Naties (2002)
- Resolutie 1475 Veiligheidsraad Verenigde Naties
- Resolutie 1517 Veiligheidsraad Verenigde Naties
- Resolutie 1548 Veiligheidsraad Verenigde Naties (2004)

Lijst ·  1455 ·  1456 ·  1457 ·  1458 ·  1459 ·  1460 ·  1461 ·  1462 ·  1463 ·  1464 ·  1465 ·  1466 ·  1467 ·  1468 ·  1469 ·  1470 ·  1471 ·  1472 ·  1473 ·  1474 ·  1475 ·  1476 ·  1477 ·  1478 ·  1479 ·  1480 ·  1481 ·  1482 ·  1483 ·  1484 ·  1485 ·  1486 ·  1487 ·  1488 ·  1489 ·  1490 ·  1491 ·  1492 ·  1493 ·  1494 ·  1495 ·  1496 ·  1497 ·  1498 ·  1499 ·  1500 ·  1501 ·  1502 ·  1503 ·  1504 ·  1505 ·  1506 ·  1507 ·  1508 ·  1509 ·  1510 ·  1511 ·  1512 ·  1513 ·  1514 ·  1515 ·  1516 ·  1517 ·  1518 ·  1519 ·  1520 ·  1521